# هیولا (ساختمان)
ساختمان ییک چونگ معروف به هیولا، یک مجتمع مسکونی شامل پنج ساختمان به‌هم پیوسته در منطقهٔ کوآری بی، هنگ کنگ است. این مکان محبوبی برای گردشگران و عکاسی است و لوکیشن چندین فیلم سینمایی، از جمله در شبح درون پوسته و تبدیل‌شوندگان: عصر انقراض بوده‌است.

## گالری

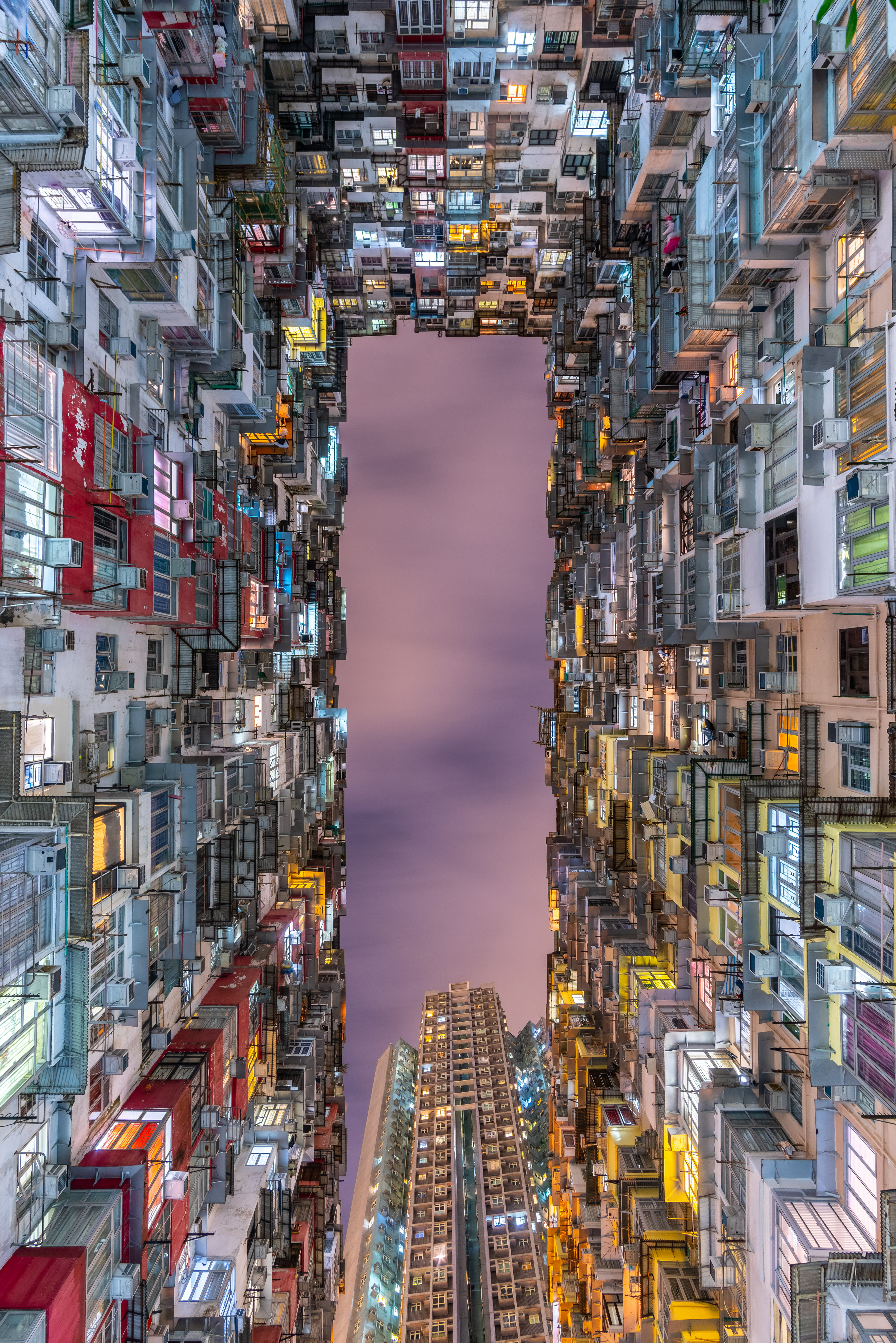
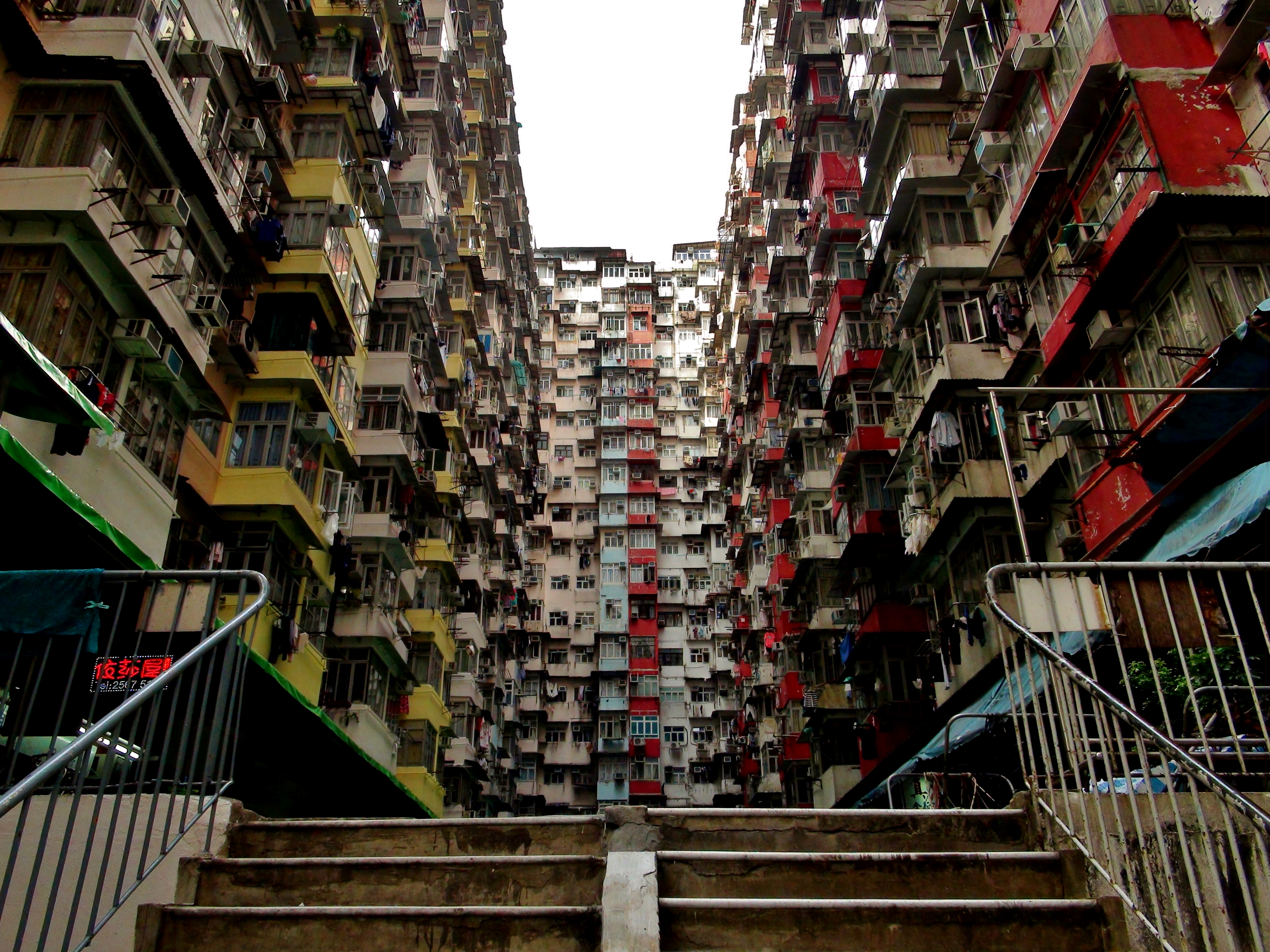
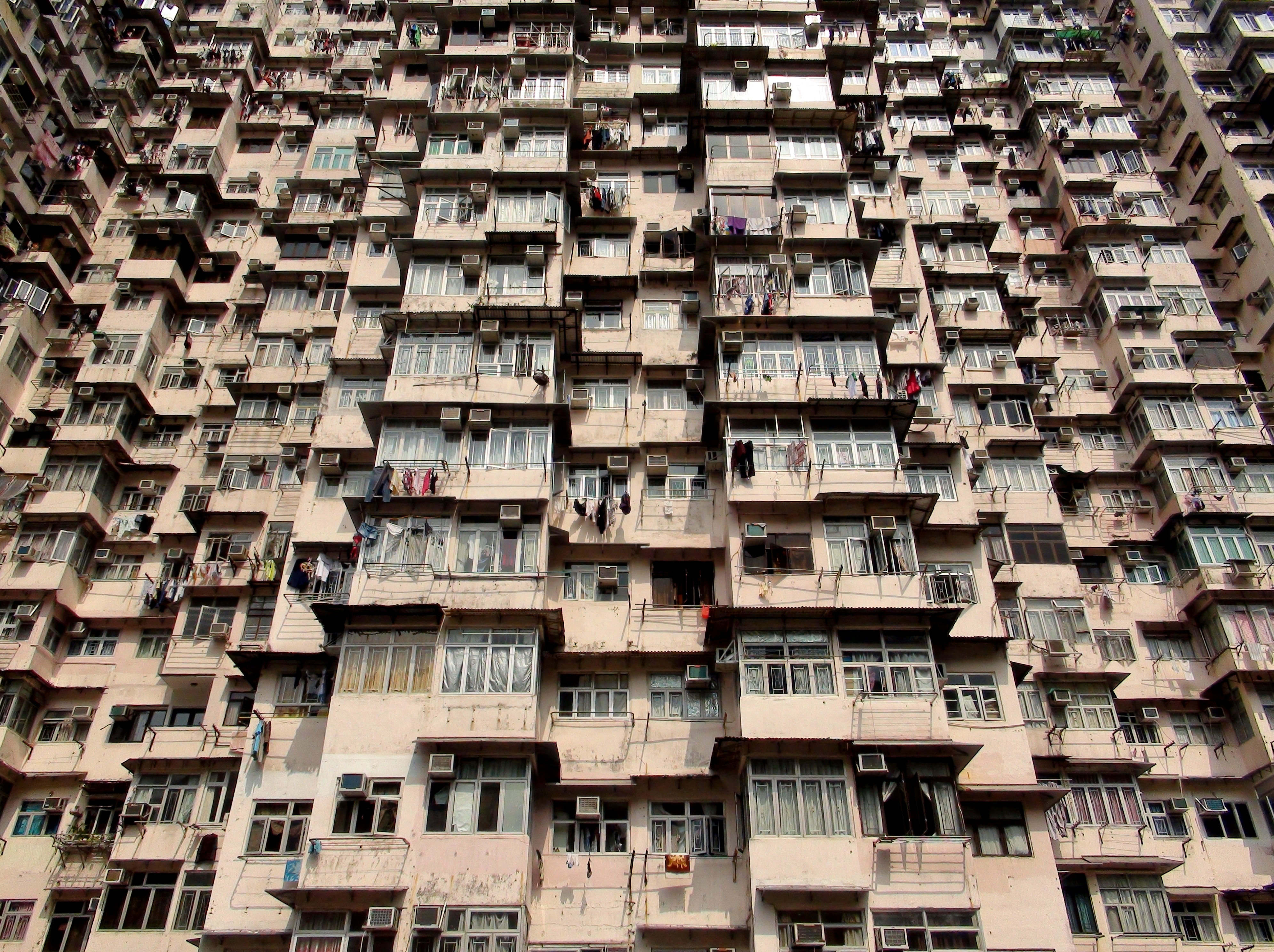